# Johannes van der Beeck
Johannes van der Beeck (Amsterdam, 1589 – Amsterdam, 17 febbraio 1644) è stato un pittore olandese, conosciuto anche come Johannes Torrentius.

## Biografia
Il pittore Johannes Symonsz (Jan) van der Beeck visse ad Haarlem dal 1620, dove si sposò, divorziò e visse da libertino. Fu arrestato, torturato e condannato a venti anni di prigione, nel 1627, perché accusato di appartenere alla Rosacroce, un leggendario ordine segreto ermetico cristiano, a volte considerato successore dei Cavalieri del Sacro Graal e dei Cavalieri templari. Gli adepti alla Rosacroce in genere erano luterani e fortemente avversari ai cattolici. A seguito della condanna, per eresia, satanismo e immoralità, il tribunale ordinò anche la distruzione di tutta la produzione pittorica di Johannes van der Beeck: una sola opera, una natura morta, si salvò. L'artista fu liberato nel 1630 - per interessamento del re Carlo I d'Inghilterra che ne apprezzava il talento - e visse in Inghilterra dal 1630 al 1642, quando tornò ad Amsterdam. 
Johannes van der Beeck era in contatto con Jeronimus Cornelisz, che lavorava per la Compagnia olandese delle Indie orientali  ed è tristemente noto, per aver organizzato nel 1629 il tragico ammutinamento della nave Batavia, che colò poi a picco all'arcipelago corallino Houtman Abrolhos, al largo dell'Australia, con conseguente massacro dei sopravvissuti.

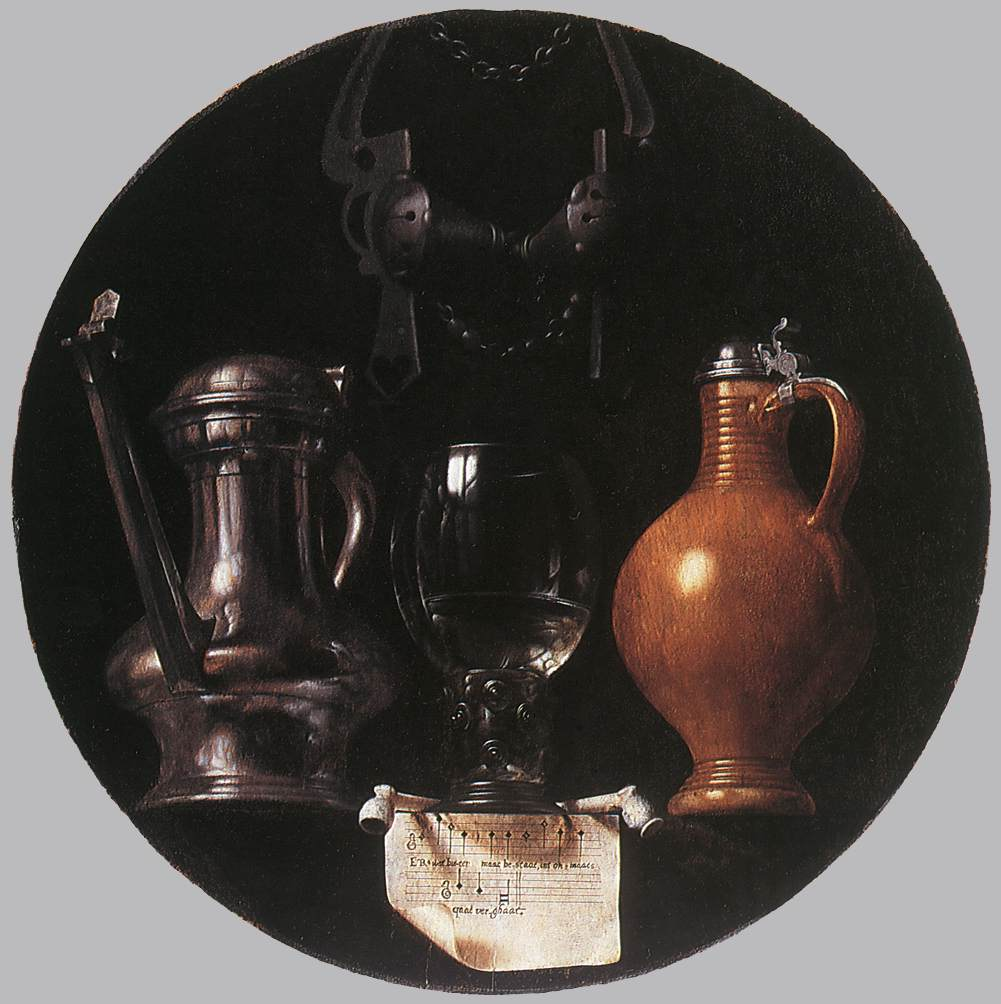
Johannes Torrentius, Emblematic Still-Life

### Temperantia
L'unica opera rimasta, conosciuta come Natura morta con briglia e morso, oppure come Temperantia o come Allegoria della natura morta, è un'inusuale composizione - con versatoio di peltro, bottiglia di ceramica, bicchiere, briglie, morso e spartito musicale - datata 1614 e conservata ad Amsterdam, al Rijksmuseum. Al centro, in basso, Johannes van der Beeck ha inserito le note di un canone, con le parole: ER wat bu-ten maat be-staat, int on-maats / qaat ver-ghaat.
Questa Natura morta con briglia e morso, contiene forse questo significato allegorico: il pittore è un disonesto e va contenuto, mettendogli morso e briglie, in modo che acquisti temperanza; ma in realtà la sua esuberanza non può essere contenuta, disciplinata. L'opera, scoperta nel 1913, è stata attentamente esaminataː non presenta tracce né di olio, né di pennello e non si sa con che tecnica sia stata realizzata.

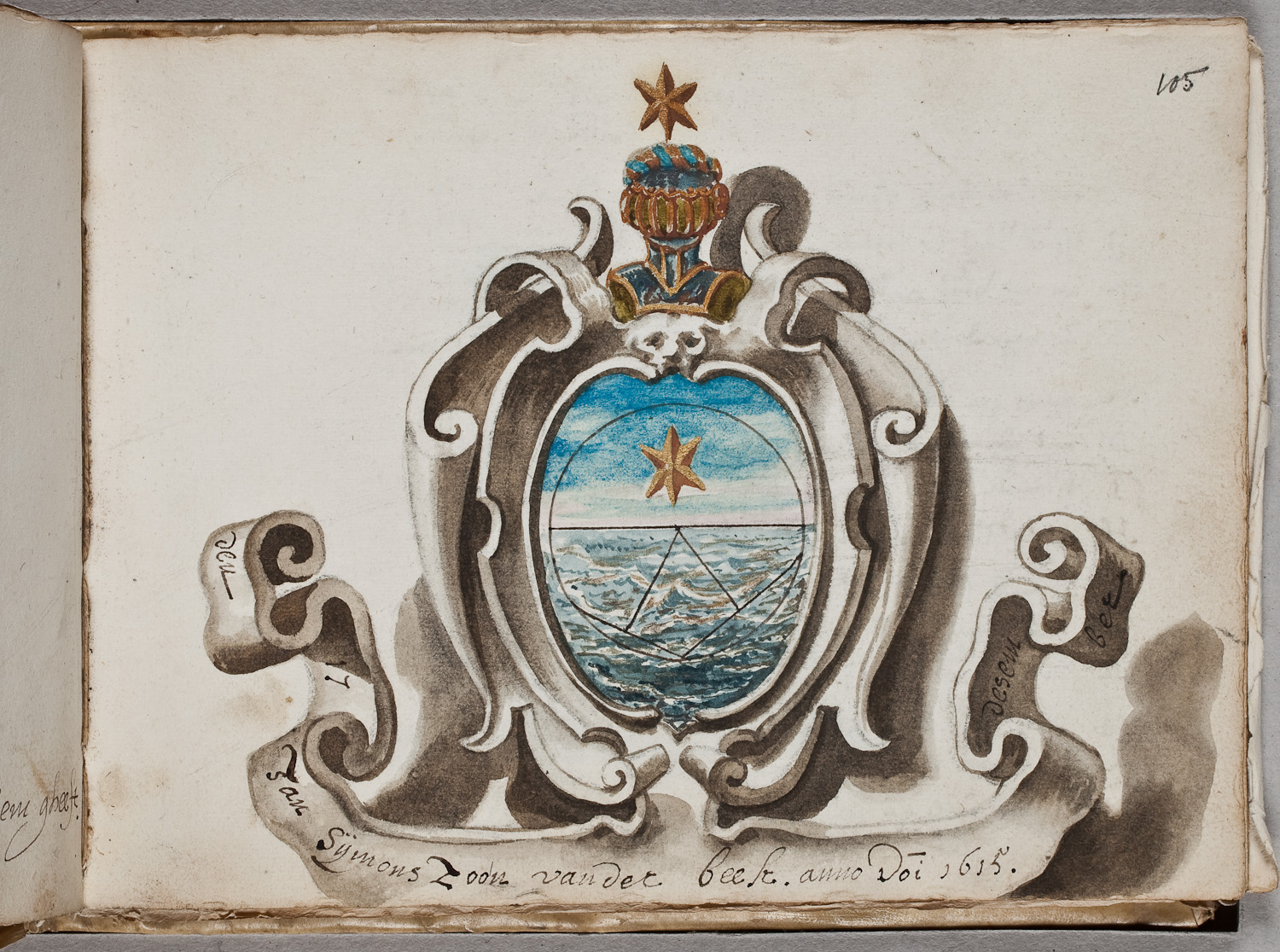
Torrentius, acquarello sul Liber amicorum di Gérard Thibault d'Anvers (Biblioteca reale dei Paesi Bassi, L'Aia)

Il titolo Natura morta con briglie è stato utilizzato dal poeta polacco Zbigniew Herbert, per la sua raccolta di saggi sull'Olanda del XVII secolo, tradotta in inglese nel 2012.